# 本泉寺
本泉寺（ほんせんじ）
- 本泉寺 (常陸大宮市)
- 本泉寺 (八潮市) - 埼玉県八潮市にある日蓮宗の寺院[1]
- 本泉寺 (市原市) - 千葉県市原市にある日蓮宗の寺院[2][3]
- 本泉寺 (いすみ市) - 千葉県いすみ市にある日蓮宗の寺院[4]
- 本泉寺 (千葉県長南町) - 千葉県長生郡長南町にある日蓮宗の寺院[5][6]
- 神奈川県横浜市にある高野山真言宗の寺院 → 増徳院
- 本泉寺 (金沢市) - 石川県金沢市にある真宗大谷派の寺院[7]、庭園は県指定名勝[8]
- 本泉寺 (山梨県早川町) - 山梨県南巨摩郡早川町にある日蓮宗の寺院[9]
- 本泉寺 (神戸市) - 兵庫県神戸市にある日蓮宗の寺院[10]
- 本泉寺 (伊丹市) - 兵庫県伊丹市にある日蓮宗の寺院[11]